# East La Mirada, Kalifornien
East La Mirada är en ort (CDP) i Los Angeles County, i delstaten Kalifornien, USA. Enligt United States Census Bureau har orten en folkmängd på 9 757 invånare (2010) och en landarea på 2,8 km².